# Koca Mehmed Nizamüddin Pascià
Osmancıklı (o Amasyalı) Koca Mehmed Nizamüddin Pascià in turco Osmancıklı Danişmendoğlu Koca Mehmet Nizamüddin Paşa (... – Osmancık, 1439) è stato un politico ottomano.
Fu Gran visir dell'Impero ottomano dal 1406 al 1413.
Si stabilì a Osmancık dopo il suo servizio come gran visir e vi morì nel 1439. Era il figlio di İmamzade Halil Pascià, che servì anch'egli come gran visir.